# Windows Live
Windows Live byla značka pro skupinu on-line služeb společnosti Microsoft uvedených na trh v roce 2005. Z části přeskupené služby MSN byly odpovědí Microsoftu na rychle rostoucí konkurenty v této oblasti jako například společnost Google. Služby byly dostupné přes webový prohlížeč a všechna data byla uložena na vzdálených počítačích (v cloudovém úložišti), což je rozdíl od klasického software, který je nainstalován lokálně a pracuje s lokálními daty. Windows Live jsou tedy webové aplikace.
Od roku 2012 začal Microsoft s vydáním Windows 8 služby přejmenovávat. Vývoj většiny služeb byl následně ukončen, byly sloučeny s jinými aplikacemi od Microsoftu (Messenger, Mesh), nebo byly přejmenovány (SkyDrive, Maps).

## Příklady služeb Windows Live
Windows Live byla sada on-line služeb a aplikací (většina je i v české lokalizaci[zdroj?]):
- Windows Live Messenger (sloučeno se Skypem) byla služba pro online komunikaci v reálném čase.
- Windows Live Hotmail (dnešní Outlook) byl e-mail postavený na technologii AJAX.
- Windows Live OneCare byla služba, která umožňující antivirovou ochranu v reálném čase. V českém jazyce byl pouze On-Line skener. Službu společnost Microsoft zakoupila v roce 2003 od rumunské společnosti GeCAD Software. Vývoj byl ukončen 30. června 2009, přičemž byla nahrazena aplikací Microsoft Security Essentials.
- Windows Live SkyDrive (dnešní OneDrive) byl uveden v roce 2007. Umožňuje svým uživatelům ukládat soubory na tzv. cloud. Základní kapacita, kterou je možno rozšířit, je 5 GB.
- Windows Live Mobile – jelikož většina mobilů bez Windows Mobile nepodporuje HTTP e-mailový protokol, nemají Windows Live Messenger, byla vytvořena služba Windows Live Mobile. Najdete zde služby jako: Windows Live Mail, Windows Live Messenger, Windows Live Spaces a MSN.
- Windows Live Maps (dnešní Mapy Bing) byla mapová služba. Běžela ve webovém prohlížeči. Pro prohlížení 3D zeměkoule stačilo mít nainstalovaný prvek ActiveX.
- Windows Live Spaces byla služba pro tvorbu blogů a sociální síť. Byla ukončena v roce 2011 kvůli nízké návštěvnosti.
- Windows Live Photo Gallery byl program na organizaci, úpravu a sdílení fotografií. Byl začleněn ve sadě Windows Essentials. Produkt byl smazán z webu 10. ledna 2017.
- Windows Live Mesh (částečně včleněno do OneDrivu) byla služba na chytrou synchronizaci složek mezi několika počítači.

Součástí služeb Windows Live jsou i aplikace, které služby využívají. Jedná se o:
Windows Live Mail
Windows Live Fotogalerie
Windows Live Writer
Windows Live Outlook connector